# Maria Simma
Maria Simma (ur. 5 lutego 1915 w Sonntag/Vorarlberg, zm. 16 marca 2004 w Bregenzerwald) – austriacka mistyczka, mieszkanka alpejskiej wioski Sonntag, znana dzięki swej książce "Moje przeżycia z duszami czyśćcowymi".

## Życiorys
Była drugim dzieckiem Józefa Antoniego Simmy i Alojzy Rinderer. Ojciec Marii, Józef Antoni, był synem właściciela gospody "Pod Lwem" Józefa Antoniego Simmy i Anny Pfisterer z Sonntag.
Maria Simma trzykrotnie usiłowała wstąpić do klasztoru, ale spotkała się z odmową ze względu na stan zdrowia. Od 1940 r. zaczęła mieć widzenia dusz czyśćcowych. Widzeniom towarzyszyły dotkliwe cierpienia fizyczne.

## Wizje
W sprawozdaniu o Marii Simmie opracowanym przez księdza proboszcza Alfonsa Matta przeznaczonym dla właściwego biskupa Franciszka Tschanna, sufragana w Feldkirch, proboszcz napisał: Wiarygodność opisanych zjawisk można do pewnego stopnia ustalić, sprawdzając zgodność tego, co zgłaszała Maria Simma na prośbę zmarłych, z relacjami ich żyjących bliskich. Większości przypadków wszak zupełnie nie znała. (W raporcie do biskupa sufragana Tschanna następuje w tym miejscu długa lista nazwisk zmarłych osób, a obok zostały wypisane wyrażone przez ich dusze życzenia. W podkreślonych przypadkach otrzymano potwierdzenie prawdziwości danych na podstawie informacji uzyskanych od właściwych proboszczów, do których wysłano opisy.)
Doświadczenie obcowania z duszami czyśćcowymi było wynikiem ślubów zostania ofiarą miłości i zadośćuczynienia jakie Maria Simma złożyła Matce Najświętszej. W efekcie tego dusze mogły nawiedzać Marię Simmę i prosić ją o pomoc poprzez dobrowolne przyjęcie na siebie różnych cierpień w ich intencji. Po jakimś czasie liczba próśb była tak duża, że Maria Simma pośredniczyła pomiędzy duszami czyśćcowymi a ich rodzinami, informując o ich prośbach, których spełnienie ulży cierpieniom czyśćcowym.
Maria Simma wspomina m.in. dusze Berty z Francji zmarłej w roku 1740, wiedenki zmarłej w roku 1810, włoskiej prostytutki oraz dwóch Włoszek, które zginęły podczas bombardowania. Zgłosiła się do niej także dusza Pawła Gisingera z Koblach z prośbą, aby jego siedmioro dzieci zebrało 100 szylingów na misje i zamówiło dwie msze św.